# Wskaźnik zatrudnienia

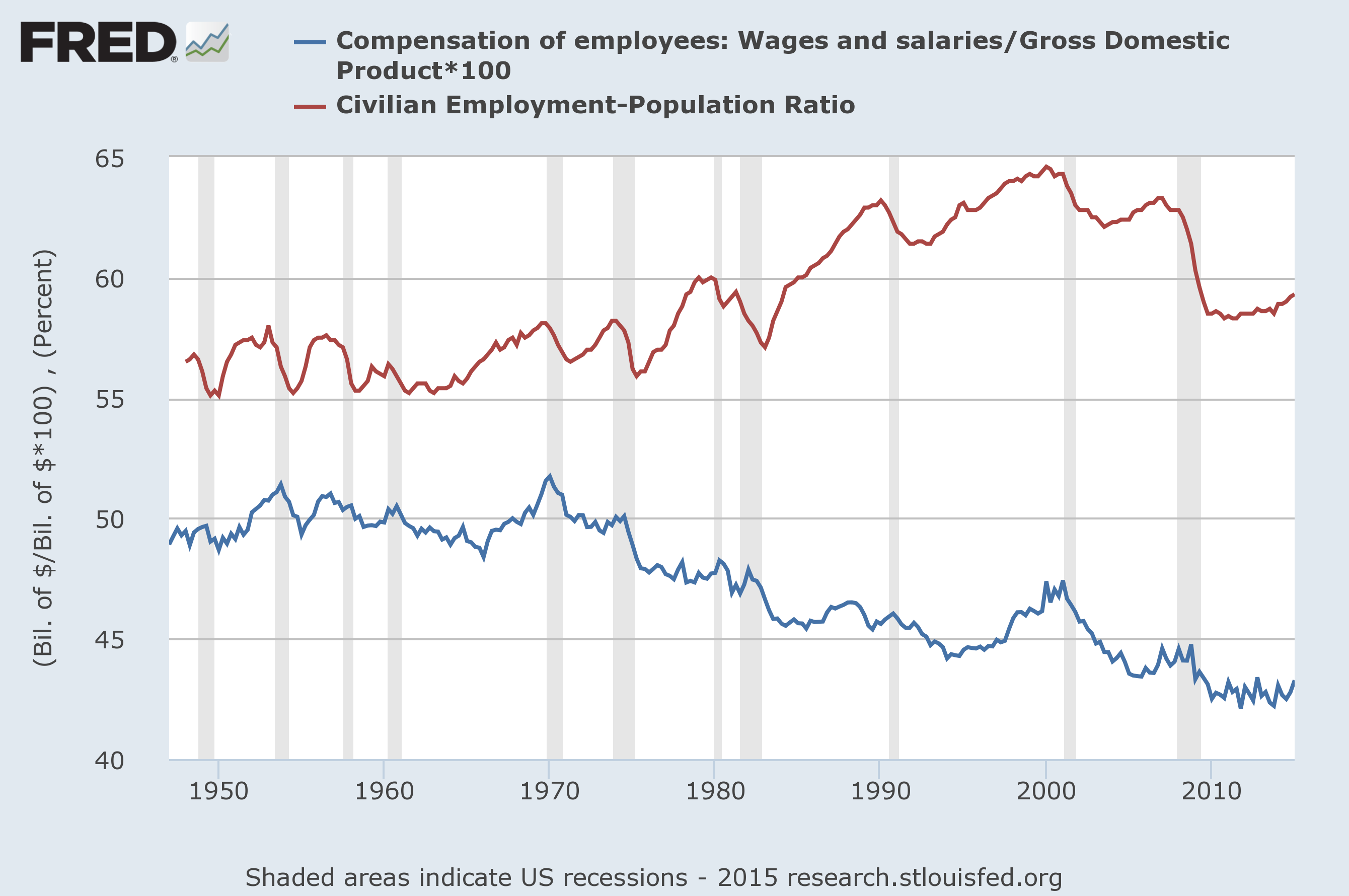
Wskaźnik zatrudnienia zaznaczony czerwoną linią

Wskaźnik zatrudnienia – wskaźnik określający, jaki odsetek ludności w wieku produkcyjnym pracuje zawodowo. W Polsce jest on obliczany dla populacji mężczyzn pomiędzy 18. i 64. rokiem życia oraz populacji kobiet pomiędzy 18. i 59. rokiem życia. W statystyce porównawczej jako granicę dolną przyjmuje się często wiek 15 lat.  
W Polsce wyniósł on w 2012 roku 62,1%, podczas gdy średnia w całej Unii Europejskiej była równa 64,2%. Najwyższy poziom wskaźnika odnotowano w Holandii (75,1%), najniższy zaś w Grecji (51,3%).
Z reguły wyższy wskaźnik zatrudnienia dotyczy mężczyzn niż kobiet. W Polsce w 2012 wskaźnik zatrudnienia mężczyzn wyniósł 66,3%, zaś kobiet 53,1%.
Według danych Eurostatu wskaźnik zatrudnienia w Polsce w 2015 roku wzrósł do 66,8%.